# Silvia Tortosa
Silvia Eulalia Catalina Tortosa López (* 8. März 1947 in Barcelona; † 23. März 2024 ebenda) war eine spanische Schauspielerin.

## Leben und Wirken
Die gebürtige Katalanin hatte an der Escuela de Artes Suntuarias Massana eine Ausbildung im Zeichnen, der Malerei und der Illustration erhalten und ließ sich am Instituto del Teatro zur Schauspielerin fortbilden. Bereits mit 15 Jahren stand Silvia Tortosa auf der Bühne: Sie spielte die kleine Dorothy in einer Aufführung von Der Zauberer von Oz.
Beim Film seit 1966, verstand es die attraktive Künstlerin nur gelegentlich, der Rollenstereotype des attraktiven, sinnlichen, jungen Mädchens und dekorativen Anhängsels zu entgehen. Silvia Tortosa spielte in Filmen der unterschiedlichsten Genres mit: Komödien, Romanzen und Melodramen. In dem prominent besetzten Horrorfilm Horror-Expreß verkörperte sie an der Seite von Peter Cushing, Christopher Lee und Telly Savalas die Gräfin Irina Petrowska, die, zusammen mit anderen Zugreisenden, in die Fänge eines außerirdischen Monsters gerät. An dem erotischen Gesellschafts- und Ehemelodram „La señora“ war Silvia Tortosa 1987 auch als Autorin und Produzentin beteiligt. 1998 inszenierte sie einen Kurzfilm.
Silvia Tortosa trat auch weiterhin in Theaterstücken (unter anderem Demasiadas cosas prohibidas, Der Geizige, La herida luminosa) auf und wirkte in Fernsehproduktionen, darunter die Serien Bajo el mismo techo und La huella del crimen, mit. Mehr noch als mit ihren künstlerischen Aktivitäten sorgte die Schauspielerin mit ihren zahlreichen Liebschaften und Ehen für Schlagzeilen in der spanischen Boulevardpresse. 2007 veröffentlichte sie ihre Memoiren unter dem Titel Mi vida oculta. Im März 2024 erlag sie einem langjährigen Krebsleiden.

## Filmografie
Kinofilme, wenn nicht anders angegeben
- 1966: El último sábado
- 1966: Un día despues de agosto
- 1966: La tía de Carlos en mini-falda
- 1968: El padre Coplillas
- 1972: Horror-Expreß (Pánico en el transiberiano)
- 1972: Pisito de solteras
- 1973: The Loreley’s Grasp – Die Bestie im Mädchen-Pensionat (Las garras de Lorelei)
- 1973: El chulo
- 1973: La chica del molino rojo
- 1975: Madrid, Costa Fleming
- 1976: Fango
- 1976: Asignatura pendiente
- 1977: Niñas, al salón
- 1977: Clímax
- 1977: El huerto del francés
- 1978: Tobi
- 1980: El hombre de moda
- 1980: Semilla de muerte
- 1981: Los locos, locos carrozas
- 1981: Naftalina
- 1983: Una rosa al viento
- 1984: Playboy en paro
- 1984: La hoz y el Martínez
- 1987: La señora (auch Drehbuchbeteiligung und Produktion)
- 1988: Brother from Space (Hermano del espacio)
- 1988: Esmeralda Bay – Countdown zur Hölle (La bahia Esmeralda)
- 1991: Los mares del sur
- 1996: Yo, una mujer (Fernsehserie)
- 1997: La hermana
- 1998: Muñequitas lindas (Kurzfilm, Regie)
- 1998: Bomba de relojería
- 2001: Llámame
- 2002: Esta noche, no
- 2005: El invierno pasado (Kurzfilm)
- 2006: La dársena de poniente (Fernsehserie)
- 2007: Como el perro y el gato (Fernsehserie)
- 2008: Stevie (Fernsehfilm)
- 2011: Tita Cervera, La Baronesa (Fernsehserie)